# Concilio di Toledo I
Il Primo Concilio di Toledo fu un sinodo locale tenutosi a Toledo nella Spagna romana, durante l'impero di Arcadio e Onorio.  Venne convocato il 7 settembre 397 e si concluse nel 400. Fa parte della serie dei Concili di Toledo.

## Partecipanti
Al concilio presero parte diciannove vescovi ispanici, tra cui Lampio, vescovo di Barcellona, sotto la presidenza di Patruino di Merida.

## Argomenti trattati
Lo scopo principale del sinodo era quello di condannare tutte le eresie, specialmente il Priscillianesimo e riaffermare i deliberati del Concilio di Nicea, vennero inoltre stabiliti una serie di canoni relativi al comportamento del clero.
Patruino, in apertura del concilio, propose di restaurare il simbolo di Nicea e di scomunicare tutti coloro che non seguivano le deliberazioni conciliari.
Il concilio approvò 20 canoni relativi al clero e 17 articoli di fede contro l'eresia.
Dopo la proclamazione dei canoni, alcuni vescovi e sacerdoti Pricillanisti rinunciano alle loro pratiche settarie e vengono ristabiliti nella Chiesa. I vescovi della Galizia , persistendo nella loro devianza, furono scomunicati e fu loro inviata una professione di fede che consentisse loro in qualsiasi momento di abbandonare il Pricillanesimo e tornare alla Chiesa.